# Jihoasijské sdružení pro regionální spolupráci

Členské státy
Pozorovatelé

Jihoasijské sdružení pro regionální spolupráci (SAARC – South Asian Association for Regional Cooperation) je organizace sdružující státy Jižní Asie. Organizace se věnuje ekonomickému, technologickému, kulturnímu a sociálnímu rozvoji. Členy jsou Bangladéš, Bhútán, Indie, Maledivy, Nepál, Pákistán, Srí Lanka a Afghánistán. Bylo formálně založeno podpisem Charty SAARC na summitu v Dháce, který se konal 7.–8. prosince 1985. Podpisem vyvrcholil proces postupného rozvoje spolupráce mezi zúčastněnými státy, který se začal formovat na počátku 80. let z iniciativy Bangladéše.